# Basin City
Basin City az Amerikai Egyesült Államok északnyugati részén, Washington állam Franklin megyéjében elhelyezkedő statisztikai település. A 2010. évi népszámlálási adatok alapján 1092 lakosa van.
A települést az 1950-es években alapították Loen Bailie farmer földjén; az első lakók idahói és oregoni farmerek, valamint a telekvásárlásnál előnyt élvező veteránok voltak.

## Népesség
A település népességének változása:
| Lakosok száma | 968  | 1092 | 1063 |
|               | 2000 | 2010 | 2020 |

## Fordítás
Ez a szócikk részben vagy egészben  a   Basin City, Washington című angol Wikipédia-szócikk ezen változatának fordításán alapul.  Az eredeti cikk szerkesztőit annak laptörténete sorolja fel. Ez a jelzés csupán a megfogalmazás eredetét és a szerzői jogokat jelzi, nem szolgál a cikkben szereplő információk forrásmegjelöléseként.